# Хоцень (гміна)
Гміна Хоцень (пол. Gmina Choceń) — сільська гміна у північній Польщі. Належить до Влоцлавського повіту Куявсько-Поморського воєводства.
Станом на 31 грудня 2011 у гміні проживало 8122 особи.

## Площа
Згідно з даними за 2007 рік площа гміни становила 99.68 км², у тому числі:
- орні землі: 87.00%
- ліси: 2.00%

Таким чином, площа гміни становить 6.77% площі повіту.

## Населення
Станом на 31 грудня 2011:
| Опис     | Загалом | Загалом | Чоловіки | Чоловіки | Жінки | Жінки |
| -------- | ------- | ------- | -------- | -------- | ----- | ----- |
| одиниця  | осіб    | %       | осіб     | %        | осіб  | %     |
| все      | 8122    | 100     | 4047     | 49.83    | 4075  | 50.17 |
| міське   | 0       | 100     | 0        |          | 0     |       |
| сільське | 8122    | 100     | 4047     | 49.83    | 4075  | 50.17 |

## Сусідні гміни
Гміна Хоцень межує з такими гмінами: Бонево, Ходеч, Коваль, Любень-Куявський, Любранець, Влоцлавек.